# ISO 31-11
ISO 31-11 là một phần của các tiêu chuẩn quốc tế ISO 31 định nghĩa các ký hiệu toán học sử dụng trong vật lý và kỹ thuật.

## Nội dung ISO 31-11

### Logíc  toán
| Ký hiệu                      | Ví dụ                                                               | Tên                | Ý nghĩa và các từ tương đương                      | Ghi chú                                                                                                 |
| ---------------------------- | ------------------------------------------------------------------- | ------------------ | -------------------------------------------------- | --- |
| ∧                            | p ∧ q                                                               | ký hiệu phép hội   | p và q                                             | |
| ∨                            | p ∨ q                                                               | ký hiệu phép tuyển | p hoặc q (hoặc cả hai)                             | |
| ¬                            | ¬ p                                                                 | ký hiệu phủ định   | phủ định của p; không p                            | |
| {\displaystyle \Rightarrow } | p {\displaystyle \Rightarrow } q                                    | ký hiệu kéo theo   | nếu p thì q; p kéo theo q                          | Có thể viết: q {\displaystyle \Leftarrow } p. Đôi khi dùng {\displaystyle \Leftarrow }.                 |
| {\displaystyle \forall }     | {\displaystyle \forall }x∈A p(x) ({\displaystyle \forall }x∈A) p(x) | lượng tử phổ dụng  | với mọi x thuộc A, khẳng định p(x) đúng            | điều kiện "∈A" đôi khi có thể bỏ qua.                                                                   |
| {\displaystyle \exists }     | {\displaystyle \exists }x∈A p(x) ({\displaystyle \exists }x∈A) p(x) | lượng tử riêng     | có ít nhất một x thuộc A để khẳng địnhp(x) là đúng | phần "∈A" đôi khi có thể bỏ qua. {\displaystyle \exists }! được dùng khi có đúng một x để p(x) là đúng. |

### Tập hợp
| Ký hiệu                            | Ví dụ                                   | Ý nghĩa và các phát biểu tương đương                                                 | Ghi chú |
| ---------------------------------- | --------------------------------------- | ------------------------------------------------------------------------------------ | --- |
| ∈                                  | x ∈ A                                   | x thuộc A; x là phần tử của tập A                                                    | |
| {\displaystyle \notin }            | x {\displaystyle \notin } A             | x không thuộc A; x không là phần tử của tập A                                        | |
| {\displaystyle \ni }               | A {\displaystyle \ni } x                | tập A chứa x (như một phần tử)                                                       | ý nghĩa giống như x ∈ A |
| {\displaystyle \notin }            | A {\displaystyle \notin } x             | tập A không chứa x (như một phần tử                                                  | có ý nghĩa như x {\displaystyle \notin } A |
| { }                                | {x1, x2,..., xn}                        | tập hợp gồm các phần tử x1, x2,..., xn                                               | có ý nghĩa như {xi: i ∈ I}, trong đó I ký hiệu tập các chỉ số |
| { ∣ }                              | {x ∈ A ∣ p(x)}                          | tập các phần tử thuộc A sao cho khẳng định p(x) là đúng                              | Ví dụ: {x ∈ {\displaystyle \mathbb {R} } ∣ x > 5} ký hiệu ∈A có thể bỏ qua khi ý nghĩa đã rõ ràng. |
| card                               | card(A)                                 | số các phần tử của tập A; lực lượng của tập A                                        | |
| ∅                                  |                                         | tập hợp rỗng                                                                         | |
| {\displaystyle \mathbb {N} }       |                                         | tập các số tự nhiên; tập các số nguyên dương và số không                             | {\displaystyle \mathbb {N} } = {0, 1, 2, 3,...} Tập số tự nhiên không tính số không được ký hiệu thêm dấu "*": {\displaystyle \mathbb {N} }* = {1, 2, 3,...} {\displaystyle \mathbb {N} }k = {0, 1, 2, 3,..., k − 1}                                               |
| {\displaystyle \mathbb {Z} }       |                                         | tập các số nguyên                                                                    | {\displaystyle \mathbb {Z} } = {..., −3, −2, −1, 0, 1, 2, 3,...} {\displaystyle \mathbb {Z} }* = {\displaystyle \mathbb {Z} } \ {0} = {..., −3, −2, −1, 1, 2, 3,...}                                                                                               |
| {\displaystyle \mathbb {Q} }       |                                         | tập các số hữu tỉ                                                                    | {\displaystyle \mathbb {Q} }* = {\displaystyle \mathbb {Q} } \ {0} |
| I                                  |                                         | tập các số vô tỉ                                                                     | |
| {\displaystyle \mathbb {R} }       |                                         | {\displaystyle \mathbb {R} }* = {\displaystyle \mathbb {R} } \ {0}                   | |
| {\displaystyle \mathbb {C} }       |                                         | tập các số phức                                                                      | {\displaystyle \mathbb {C} }* = {\displaystyle \mathbb {C} } \ {0} |
| [,]                                | [a,b]                                   | khoảng đóng trong {\displaystyle \mathbb {R} } từ a đến b                            | [a,b] = {x ∈ {\displaystyle \mathbb {R} } ∣ a ≤ x ≤ b} |
| ],] (,]                            | ]a,b] (a,b]                             | khoảng nửa mở trái trong {\displaystyle \mathbb {R} } từ a tới b                     | ]a,b] = {x ∈ {\displaystyle \mathbb {R} } ∣ a < x ≤ b} |
| [,[ [,)                            | [a,b[ a,b)                              | khoảng nửa mở phải trong {\displaystyle \mathbb {R} } tính từ a tới b (không chứa b) | [a,b[ = {x ∈ {\displaystyle \mathbb {R} } ∣ a ≤ x < b} |
| ],[ (,)                            | ]a,b[ (a,b)                             | khoảng mở trong {\displaystyle \mathbb {R} } từ a đến b                              | ]a,b[ = {x ∈{\displaystyle \mathbb {R} } ∣ a < x < b} |
| {\displaystyle \subset }           | B{\displaystyle \subset } A             | B bao hàm trong A; B là tập con của A                                                | Mọi phần tử của B đều thuộc A. Ký hiệu ⊂ cũng được sử dụng. |
| ∪                                  | A ∪ B                                   | hợp của A và B                                                                       | Tập hợp các phần tử thuộc A hoặc thuộc B hoặc thuộc cả A và B. A ∪ B = { x ∣ x ∈ A ∨ x ∈ B } |
| {\displaystyle \bigcup _{i=1}^{n}} | {\displaystyle \bigcup _{i=1}^{n}A_{i}} | hợp của họ các tập                                                                   | {\displaystyle \bigcup _{i=1}^{n}A_{i}=A_{1}\cup A_{2}\cup \ldots \cup A_{n}}, tập các phần tử thuộc ít nhất một trong các tập A1, …, An. {\displaystyle \bigcup {}_{i=1}^{n}} và {\displaystyle \bigcup _{i\in I}}, cũng có thể dùng {\displaystyle \bigcup }i∈I. |
| ∩                                  | A ∩ B                                   | giao của A và B                                                                      | Tập các phần tử thuộc cả A và B. A ∩ B = { x ∣ x ∈ A ∧ x ∈ B } |
| {\displaystyle \bigcap _{i=1}^{n}} | {\displaystyle \bigcap _{i=1}^{n}A_{i}} | giao của họ các tập                                                                  | {\displaystyle \bigcap _{i=1}^{n}A_{i}=A_{1}\cup A_{2}\cup \ldots \cup A_{n}}, tập các phần tử thuộc tất cả các tập A1, …, An. {\displaystyle \bigcap {}_{i=1}^{n}} và {\displaystyle \bigcap _{i\in I}}                                                           |
| \                                  | A \ B                                   | hiệu giữa A và B; A trừ B                                                            | Tập các phần tử thuộc A nhưng không thuộc B. A \ B = { x ∣ x ∈ A ∧ x {\displaystyle \notin } B } Cũng có thể dùng A − B. |
| C                                  | CAB                                     | phần bù của tập con B của A                                                          | Tập tất cả các phần tử thuộc A nhưng không thuộc B. Ký hiệu A thường được bỏ qua nếu tập A được hiểu tường minh. Tương tự CAB = A \ B. |
| (,)                                | (a, b)                                  | cặp có thứ tự a, b; cặp a, b                                                         | (a, b) = (c, d) nếu và chỉ nếu a = c và b = d. |
| (,…,)                              | (a1, a2, …, an)                         | bộ-n có thứ tự                                                                       | ký hiệu ⟨a1, a2, …, an⟩ cũng được sử dụng. |
| ×                                  | A × B                                   | Tích Descartes của A và B                                                            | Tập các cặp (a, b) trong đó a ∈ A và b ∈ B. A × B = { (a, b) ∣ a ∈ A ∧ b ∈ B } A × A ×... × A được ký hiệu là An, trong đó n là số nhân tử của tích. |
| Δ                                  | ΔA                                      | tập các cặp (x, x) ∈ A × A trong đó x ∈ A; đường chéo của tập A × A                  | ΔA = { (x, x) ∣ x ∈ A } Cũng có thể dùng ký hiệu idA. |

### Các ký hiệu khác
| Ký hiệu                     | Ví dụ                           | Ý nghĩa                                     | Ghi chú                                                                             |  |
| --------------------------- | ------------------------------- | ------------------------------------------- | ----------------------------------------------------------------------------------- |  |
| =                           | a = b                           | a bằng b                                    | Có thể dùng ≡ để biểu đạt rằng đẳng thức là hằng đúng.                              |  |
| ≠                           | a ≠ b                           | a không bằng b                              | {\displaystyle a\not \equiv b} có thể sử dụng để nói rằng a không luôn luôn bằng b. |  |
| {\displaystyle \leftarrow } | a {\displaystyle \leftarrow } b | a được gán bằng b                           | Cũng còn dùng:=                                                                     |  |
| ≙                           | a ≙ b                           | a tương đương với b                         | On a 1:106 map: 1 cm ≙ 10 km.                                                       |  |
| ≈                           | a ≈ b                           | a xấp xỉ b                                  |                                                                                     |  |
| ∼ ∝                         | a ∼ b a ∝ b                     | a tương ứng với b                           |                                                                                     |  |
| <                           | a < b                           | a nhỏ hơn b                                 |                                                                                     |  |
| >                           | a > b                           | a lớn hơn b                                 |                                                                                     |  |
| ≤                           | a ≤ b                           | a lớn hơn hoặc bằng b                       | Có thể dùng ≦.                                                                      |  |
| ≥                           | a ≥ b                           | a nhỏ hơn hoặc bằng b                       | Có thể dùng ≧.                                                                      |  |
| ∞                           |                                 | vô cực                                      |                                                                                     |  |
| ∥                           | AB ∥ CD                         | đường thẳng AB song song với đường thẳng CD |                                                                                     |  |
| {\displaystyle \perp }      | AB {\displaystyle \perp } CD    | đường thẳng AB vuông góc với đường thẳng CD |                                                                                     |  |

### Các phép toán
| Ký hiệu | Ví dụ | Ý nghĩa           | Ghi chú           |
| ------- | ----- | ----------------- | ----------------- |
| +       | a + b | a cộng b          |                   |
| −       | a − b | a trừ b           |                   |
| ±       | a ± b | a cộng hoặc trừ b |                   |
| ∓       | a ∓ b | a trừ hoặc cộng b | −(a ± b) = −a ∓ b |
| ^       | a^b   | lũy thừa          |                   |
| √       | ...   | căn bậc           | ...               |
| ⋮       |       |                   |                   |

### Các hàm
| Ví dụ | Ý nghĩa | Ghi chú |
| ----- | ------- | ------- |
| f     | hàm f   | ...     |
| ...   | ...     | ...     |
| ⋮     |         |         |

### Hàm mũ và hàm lôgarit
| Ví dụ | Ý nghĩa                    | Ghi chú            |
| ----- | -------------------------- | ------------------ |
| ax    | hàm mũ với cơ số a của x   | ...                |
| e     | cơ số của lôgarit tự nhiên | e = 2.718 281 8... |
| ...   | ...                        | ...                |
| ⋮     |                            |                    |

### Các hàm đường tròn và hyperbol
| Ví dụ | Ý nghĩa                                                    | Ghi chú            |
| ----- | ---------------------------------------------------------- | ------------------ |
| π     | Tỷ lệ giữa chu vi của một đường tròn với đường kính của nó | π = 3.141 592 6... |
| ...   | ...                                                        | ...                |
| ⋮     |                                                            |                    |

### Các số phức
| Ví dụ | Ý nghĩa                              | Ghi chú                                                                            |
| ----- | ------------------------------------ | ---------------------------------------------------------------------------------- |
| i j   | đơn vị ảo; i² = −1                   | Trong kỹ thuật, thường dùng j.                                                     |
| Re z  | phần thực của z                      | z = x + iy, ở đây x = Re z và y = Im z                                             |
| Im z  | phần ảo của z                        | z = x + iy, ở đây x = Re z và y = Im z                                             |
| ∣z∣   | giá trị tuyệt đối của z; môđun của z | mod z                                                                              |
| arg z | argument của z; phase của z          | z = reiφ, trong đó r = ∣z∣ và φ = arg z, nghĩa là Re z = r cos φ và Im z = r sin φ |
| z*    | (số phức) liên hợp của z             | có thể dùng {\displaystyle {\bar {z}}} thay cho z*                                 |
| sgn z | signum z                             | sgn z = z / ∣z∣ = exp(i arg z) với z ≠ 0, sgn 0 = 0                                |

### Matrận
| ví dụ | Ý nghĩa   | Ghi chú |
| --- | --------- | ------- |
| A={\displaystyle {\begin{bmatrix}a_{11}&\cdots &a_{1n}\\\vdots &\ddots &\vdots \\a_{n1}&\cdots &a_{nn}\end{bmatrix}}} | ma trận A | ...     |
| ... | ...       | ...     |
| ⋮ |           |         |

### Các hệ toạ độ
| Các toạ độ | vị trí vecto | Tên hệ toạ độ | Ghi chú |
| ---------- | ------------ | ------------- | ------- |
| x, y, z    | ...          | Toạ độ Đê-cac | ...     |
| ϱ, φ, z    | ...          | Toạ độ trụ    | ...     |
| r, ϑ, φ    | ...          | Toạ độ cầu    | ...     |

### Vec-tơ và ten-xơ
| Ví dụ                        | Ý nghĩa! Ghi chú |     |
| ---------------------------- | ---------------- | --- |
| a {\displaystyle {\vec {a}}} | vec-tơ a         | .   |
| ...                          | ...              | ... |
| ⋮                            |                  |     |

## Soát xét ISO 31-11
Năm 2009, ISO 31-11 đã được thay thế bởi tiêu chuẩn ISO 80000-2. Tiêu chuẩn này đã được nhiều nước chấp nhận thành tiêu chuẩn quốc gia, tại Việt Nam là TCVN 7870-2:2010 (ISO 80000-2:2009) Đại lượng và đơn vị - Phần 2: Dấu và ký hiệu toán học dùng trong khoa học tự nhiên và công nghệ.